# 警騎風火輪
《武警急驰队》（中国大陆又译作，台湾又译作），是日本 Irem公司1991年推出的街機射擊遊戲。
故事發生於R-Type Delta同年代，但玩家是一名私人保全公司武警，受雇於政府在地球上駕駛R-11B警用機追殺被Bydo帝國感染控制的人工智能機械，被稱為「瘋車」的敵人。本遊戲特徵在於橫向卷軸畫面的速度不是固定，玩家越靠右場景滾動速度會越快，達到一種狂飆追逐的虛擬感，算是90年代射擊遊戲的創新。
R-11B装备了向前发射的火炮，以及自动瞄准敌人的锁定激光，但在发射过程中，能量會消耗殆尽要靠吃道具補充。

## 與R-Type的連結
- 1993年发行的R-TYPE特别音樂CD內容收錄了武警急驰队的音樂。[4]
- R-11B警用機在PlayStation版的R-types遊戲圖書館中有一个条目介紹[5]。
- R-Type Final中出現了R-11B後繼改裝機，R-11S和R-11S2，其武器特徵來自本作。
- R-11S出現於R-Type戰略版系列。[6]